# Otolelus atomus
Otolelus atomus es una especie de coleóptero de la familia Aderidae.

## Distribución geográfica
Habita en Cerdeña.